# James L. Whitley
James Lucius Whitley (* 24. Mai 1872 in Rochester, New York; † 17. Mai 1959 ebenda) war ein US-amerikanischer Politiker. Zwischen 1929 und 1935 vertrat er den Bundesstaat New York im US-Repräsentantenhaus.

## Werdegang
James Whitley besuchte die öffentlichen Schulen seiner Heimat und die Rochester Free Academy. Nach einem anschließenden Jurastudium an der Union University in Albany und seiner 1899 erfolgten Zulassung als Rechtsanwalt begann er in Rochester in diesem Beruf zu arbeiten. Zwischenzeitlich nahm er als Feldwebel in einer Freiwilligeneinheit am Spanisch-Amerikanischen Krieg von 1898 teil. In den Jahren 1900 und 1901 gehörte Whitley zu den Beratern der Stadt Rochester; von 1902 bis 1904 fungierte er als leitender Revisor der dortigen Dienstleistungskommission. Gleichzeitig schlug er als Mitglied der Republikanischen Partei eine politische Laufbahn ein Von 1905 bis 1910 war er Abgeordneter in der New York State Assembly, von 1918 bis 1928 saß er im Staatssenat. 20 Jahre lang nahm er als Delegierter an den regionalen Parteitagen der Republikaner im Staat New York teil.
Bei den Kongresswahlen des Jahres 1928 wurde Whitley im 38. Wahlbezirk von New York in das US-Repräsentantenhaus in Washington, D.C. gewählt, wo er am 4. März 1929 die Nachfolge des Demokraten Meyer Jacobstein antrat. Nach zwei Wiederwahlen konnte er bis zum 3. Januar 1935 drei Legislaturperioden im Kongress absolvieren. Diese Zeit war seit dem Herbst 1929 von den Ereignissen der Weltwirtschaftskrise geprägt. Seit 1933 wurden die ersten der New-Deal-Gesetze der Roosevelt-Regierung verabschiedet, denen Whitleys Partei eher ablehnend gegenüberstand. 1935 wurden erstmals die Bestimmungen des 20. Verfassungszusatzes angewendet, wonach die Legislaturperiode des Kongresses jeweils am 3. Januar endet bzw. beginnt.
Im Jahr 1934 wurde James Whitley nicht wiedergewählt. Nach dem Ende seiner Zeit im US-Repräsentantenhaus praktizierte er wieder als Anwalt. Er starb am 17. Mai 1959 in Rochester, wo er auch beigesetzt wurde.